# Roger Schaffter
Roger Schaffter, né le 11 décembre 1917 à Bâle (originaire de Courtételle) et mort le 13 février 1998 à Delémont, est un journaliste, instituteur, écrivain et homme politique suisse. Membre du Parti démocrate-chrétien, il joue un rôle de premier plan dans la Question jurassienne et s'impose comme l’une des figures fondatrices de la République et canton du Jura.
Cofondateur du Mouvement séparatiste jurassien, il occupe successivement les fonctions de rédacteur en chef du Jura libre, de secrétaire général du mouvement, puis de conseiller aux États jurassien.

## Biographie
Roger Schaffter est le fils de Joseph Schaffter, fonctionnaire des douanes, et de Valentine Beuchat. Il est également le frère de Joseph Schaffter (1914-?). Il grandit à Porrentruy, où il passe son enfance.
Après avoir suivi sa scolarité au collège Saint-Charles de Porrentruy, il obtient, le 25 avril 1940, un diplôme de maître secondaire à l’Université de Berne, puis commence à enseigner dans sa ville natale. Il poursuit ensuite ses études à l’Université de Fribourg, où il suit les cours de Gonzague de Reynold, ainsi qu’à l’Université de Neuchâtel, où il décroche une licence en lettres en 1960.
Le 2 septembre 1942, il fonde, aux côtés de Jean Cuttat et Pierre-Olivier Walzer, la Société d’édition des Portes de France, une initiative destinée à soutenir la littérature française durant la Seconde Guerre mondiale. Par ailleurs, il s’adonne à l’écriture et compose, entre autres, Amour, mon beau souci, un texte qui lui vaut le Prix littéraire de la Société jurassienne d’Émulation, le 22 juillet 1947.

### Lutte jurassienne
À la suite de l’« affaire Moeckli », Roger Schaffter, Daniel Charpilloz et Roland Béguelin relancent l’élan séparatiste en fondant, le 30 novembre 1947 à Moutier, le second Mouvement séparatiste jurassien (MSJ). Schaffter en devient le secrétaire général. Le mouvement vise à obtenir l’indépendance de la partie francophone du Jura par rapport au canton de Berne et à créer un nouveau canton au sein de la Confédération suisse.
Dans cette dynamique, la Société coopérative du Jura Libre voit le jour le 6 février 1948, fondée par Roger Schaffter, Roland Béguelin et Roger Chatelain. Cette société d’édition publie le journal Le Jura Libre, organe de propagande du mouvement, dont Schaffter devient le premier rédacteur en chef.
Membre du Parti démocrate-chrétien (PDC), il est élu, le 4 mars 1948, conseiller communal de Porrentruy, poste qu’il occupe jusqu’en 1949,.
En août 1950, il est nommé directeur de l’École suisse de Gênes. En conséquence, le 22 septembre 1950, il cède la rédaction en chef du Jura Libre à Roland Béguelin et en devient rédacteur adjoint,. Quelques jours plus tard, le 1er octobre, il quitte également ses fonctions de secrétaire général du MSJ, laissant sa place à Pierre Billieux.
En 1954, Roger Schaffter quitte son poste à Gênes et revient s’installer dans le Jura, où il prend la direction du journal Curieux. Il collabore également avec plusieurs titres de presse régionaux, notamment Le Pays.
En 1956, il démissionne de la rédaction en chef de Curieux et choisit de retourner à l’enseignement. Toutefois, en raison de son engagement en faveur de l’indépendance jurassienne, les autorités bernoises lui refusent tout poste dans le canton. Contraint de s’exiler professionnellement, il obtient un poste à Neuchâtel, où il devient, en 1957, professeur à l’École supérieure de commerce.
L’année suivante, en 1958, il fonde avec Roland Béguelin les Éditions de la Bibliothèque jurassienne, une maison d’édition destinée à promouvoir la culture et l’histoire du Jura.

En 1969, sous la pression conjointe des séparatistes, des antiséparatistes et de la Confédération, le Conseil-exécutif bernois se voit contraint de déposer au Grand Conseil une proposition de modification constitutionnelle autorisant l’organisation d’un plébiscite dans le Jura. Ce projet, soumis à votation cantonale, est accepté le 1er mars 1970. Publié le 10 mars, l’additif constitutionnel établit les modalités d’une procédure d’autodétermination en trois étapes, connue sous le nom de « votation en cascade », ou plébiscite jurassien. Le 23 juin 1974, lors du premier plébiscite, la population se prononce en faveur de la création d’un nouveau canton. Le soir même, à 20 heures, les partisans de l’indépendance se rassemblent sur la place de l’Hôtel de Ville de Delémont. C’est là que les résultats sont proclamés solennellement par Germain Donzé, Roland Béguelin, Roger Schaffter et François Lachat.

« Il pleut la liberté ! »

— Roger Schaffter, Dimanche 23 juin 1974, au balcon de l'Hotel-de-Ville de Delémont (BE)
Cependant, lors du deuxième plébiscite, organisé les 16 mars et 14 septembre 1975, les districts de Moutier, Courtelary, La Neuveville et Laufon choisissent de rester attachés au canton de Berne. Les résultats du troisième plébiscite, tenu en plusieurs phases les 7 et 14 septembre, puis les 19 et 26 octobre 1975, confirment cette orientation et n’apportent aucun changement favorable à la cause séparatiste.

### Parcours politique

#### Assemblée constituante
À la suite des résultats favorables au premier plébiscite, une Assemblée constituante jurassienne est créée afin d’élaborer la Constitution du futur canton. Roger Schaffter y est élu député constituant le 21 mars 1976, obtenant le meilleur score de l’élection. Il préside également la séance inaugurale, marquant l’ouverture officielle des travaux de l’Assemblée le 13 avril 1976.
Lors des débats constitutionnels, Schaffter défend avec conviction plusieurs principes progressistes : la condamnation des procédures de mise au secret, le maintien des préfectures au sein du nouveau canton, l’introduction du droit de vote pour les étrangers dans la Constitution jurassienne, ainsi que la reconnaissance des droits politiques pour les Jurassiens établis hors du territoire cantonal.
La Constitution est adoptée en votation populaire le 20 mars 1977, et les travaux de l’Assemblée constituante s’achèvent officiellement le 6 décembre 1978.

#### Conseiller aux États

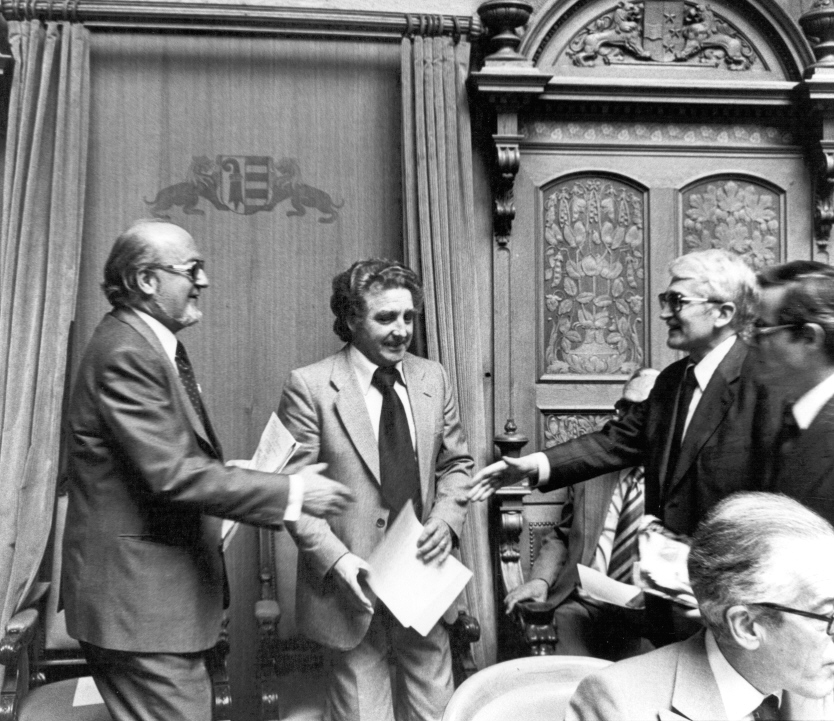
Roger Schaffter et Pierre Gassmann, le 11 novembre 1986, dans la salle du Conseil national.

Après la reconnaissance de la République et canton du Jura par la Confédération, entérinée par la votation fédérale du 24 septembre 1978, Roger Schaffter est élu, aux côtés de Pierre Gassmann, conseiller aux États représentant le nouveau canton. Le 19 novembre 1978, il est également élu député au Parlement jurassien, mais ne siège que deux mois, préférant se consacrer à son mandat au Conseil des États.
Dès l’entrée en souveraineté du canton, le 1er janvier 1979, Schaffter comprend que les nouvelles autorités doivent désormais s’insérer dans le système politique suisse et adopter une posture plus institutionnelle. Conformément à sa Constitution, le canton du Jura s’engage sur la voie de l’intégration fédérale. Le Gouvernement et le Parlement jurassiens, soucieux d’apaiser les tensions, adoptent une stratégie de dialogue et de réconciliation à l’égard des antiséparatistes du Jura bernois ainsi que du Conseil-exécutif bernois, tout en maintenant en filigrane l’objectif de réunification. Cette évolution modérée est perçue par Roland Béguelin comme un acte de renoncement. Il exprime ouvertement sa déception et sa colère à l’égard du Gouvernement jurassien. En désaccord avec cette vision intransigeante, Roger Schaffter démissionne de ses fonctions de vice-président et de membre du Rassemblement jurassien. Cette divergence stratégique marque une rupture durable entre les deux hommes et détériore profondément leur relation.

La même année, Schaffter quitte son poste de professeur à Neuchâtel pour se consacrer pleinement à sa carrière politique.
Le 29 novembre 1978, Roger Schaffter est élu tacitement au Conseil des États. Il y siège du 5 mars 1979 au 29 novembre 1987, durant les 41e et 42e législatures de l’Assemblée fédérale. Au cours de son mandat, il préside la commission de la science et de la recherche. Le 18 octobre 1987, il est battu par son collègue de parti, Jean-François Roth, mettant ainsi un terme à près de neuf années d’activité parlementaire à la chambre haute.
Durant son passage à Berne, Schaffter s’engage sur plusieurs fronts, notamment en faveur du soutien à l’élevage des chevaux de la race Franches-Montagnes, emblème du patrimoine jurassien. Parallèlement, il exerce la fonction de secrétaire général du groupe de concertation des cantons suisses limitrophes de la France, puis devient délégué à la coopération de la République et Canton du Jura, poste qu’il occupe du 11 janvier 1979 à 1982.
Le 28 avril 1986, il est élu président de l'association Helvetia Latina, confirmant son attachement à la diversité culturelle et linguistique de la Suisse.

### Fin de vie
Roger Schaffter meurt le 13 février 1998 à Delémont, à l'âge de 80 ans. Il repose au cimetière de la ville.

## Œuvres écrites

### La Nouvelle Rauracienne
En 1950, Roland Béguelin et Roger Schaffter, avec plusieurs modifications, reprennent la chanson populaire La Rauracienne, écrite par Xavier Stockmar en 1830. Cette version révisée est baptisée La Nouvelle Rauracienne et devient l’hymne des séparatistes jurassiens.
Le 21 juin 1990, cette chanson est officiellement proclamée « hymne de la République et Canton du Jura » par le Parlement jurassien.

### Publications
Roger Schaffter a publié quelques ouvrages littéraires, dont :
- 1963 : Comment résoudre la Question jurassienne (avec R. Béguelin) ;
- 1964 : Berne à l'heure du choix, (avec R. Béguelin).

## Distinctions
Roger Schaffter reçoit de quelques distinctions au cours de sa vie :
- 22 juillet 1947 : Prix littéraire de la Société jurassienne d'Emulation pour Amour, mon beau souci ;
- 25 avril 1965 : Médaille française Arts-Sciences-Lettres ;
- 12 avril 1973 : Grand prix du Jura Libre ;
- 29 avril 1994 : Bourgeois d'honneur de la ville de Porrentruy.

## Hommages
Le Mouvement autonomiste jurassien rend très souvent hommage à Roger Schaffter, lors des commémorations de sa naissance ou de son décès.

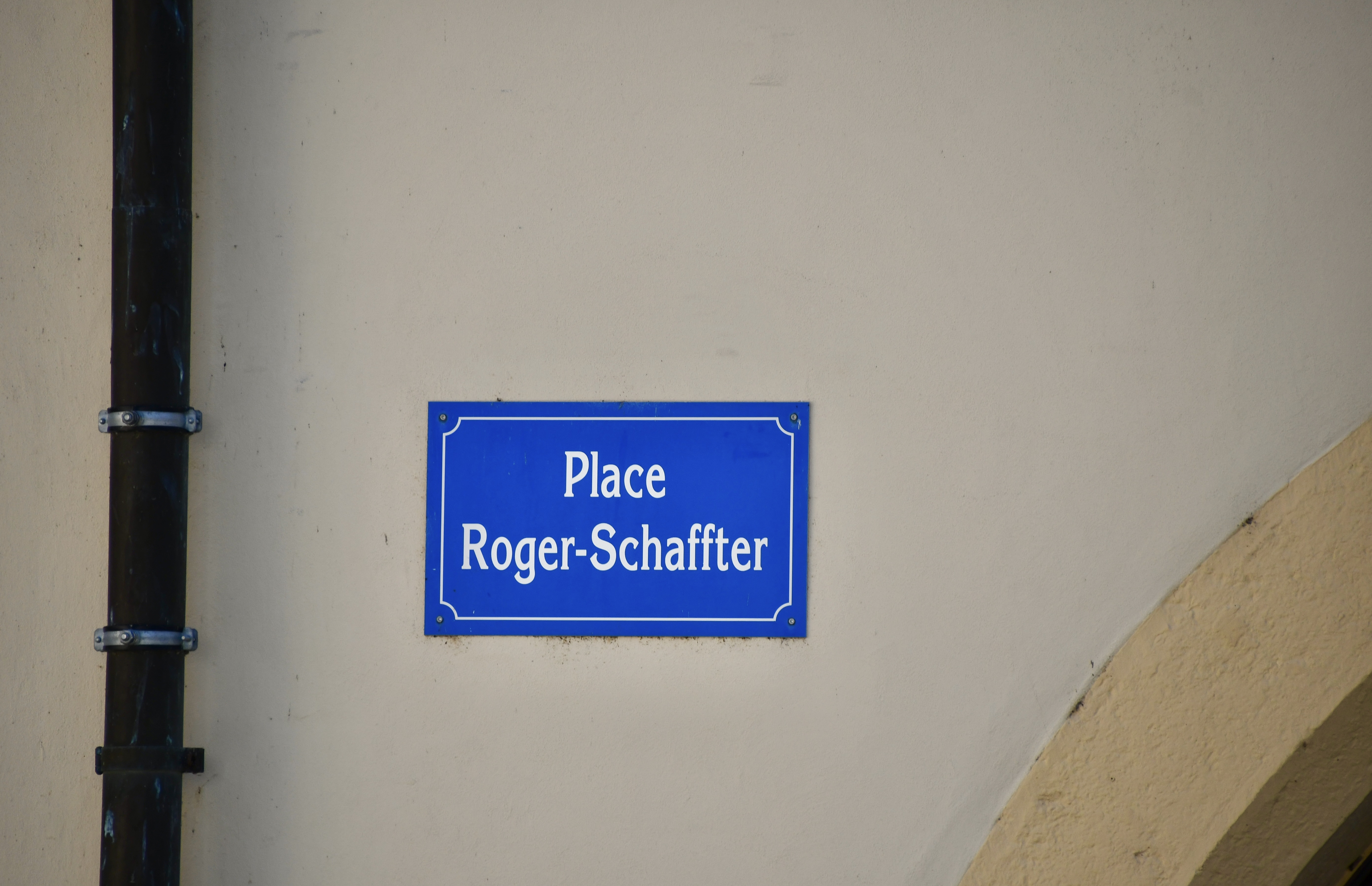
Panneau de la Place Roger-Schaffter à Saint-Ursanne.

Plusieurs villages et villes ont donnée le nom de Roger Schaffter à l'une de leurs places ou rues. En voici une liste non exhaustive :
- 23 juin 1999 : Rue Roger Schaffter à Vellerat (47° 19′ 08″ N, 7° 22′ 14″ E ) ;
- 23 juin 2000 : Place Roger Schaffter à Saint-Ursanne (47° 21′ 51″ N, 7° 09′ 15″ E ) ;
- 8 septembre 2001 : Place Roger Schaffter à Delémont (47° 21′ 53″ N, 7° 20′ 35″ E ) ;
- 22 juin 2004 : Place Roger Schaffter à Alle (47° 25′ 28″ N, 7° 07′ 17″ E ).

## Vie privée
Roger Schaffter épouse Suzanne Amuat en 1949, avec qui il a trois enfants.